# Souy
Ne doit pas être confondu avec Souye.
Le Souy est une rivière française et un affluent gauche de l'Échez, en amont de la  Géline, dans le département français des Hautes-Pyrénées, dans la région Occitanie.

## Hydronymie
L'hydronyme du Souy est apparenté à celui de la Souye.

## Géographie
Sa longueur de cours d'eau est de 25,9 km.
Le Souy naît, au flanc est du plateau de Ger et du Pouey Mayou (540 m), à l'altitude 512 mètres sur la commune d'Ossun et près du chemin de grande randonnée le GR 101.
Il rejoint l'Échez, en plusieurs endroits : à Oursbelille, à Gayan, à l'altitude 260 mètres, et finalement à Siarrouy, à l'altitude 250 mètres,.

### Communes et département traversés
Le Souy longe par l'ouest son affluent le Mardaing, lequel traverse les villages suivants :
- Hautes-Pyrénées : Ossun, Azereix, Ibos.

Dans le seul département des Hautes-Pyrénées, le Souy traverse huit communes et trois cantons :
- dans le sens amont vers aval : Ossun, Azereix, Ibos, Bordères-sur-l'Échez, Oursbelille, Lagarde, Gayan, Siarrouy.

Soit en termes de cantons, le Souy prend source dans le canton d'Ossun, traverse le canton de Bordères-sur-l'Échez, et conflue dans le canton de Vic-en-Bigorre.

## Affluents
Le Souy a trois affluents référencés :
- (G) l'Arriou Tort / Rieu Tort, 7,5 km, en provenance du plateau de Ger, sur les deux communes de Azereix et Ibos.
- (D) le Mardaing, 18,9 km sur cinq communes, en provenance de la forêt d'Ossun et du Soum de la Garde (574 m).
- (G) l'Arriouet, 3,1 km sur les deux communes de Lagarde et Siarrouy.

(D) rive droite ; (G) rive gauche.